# 卡斯泰洛城

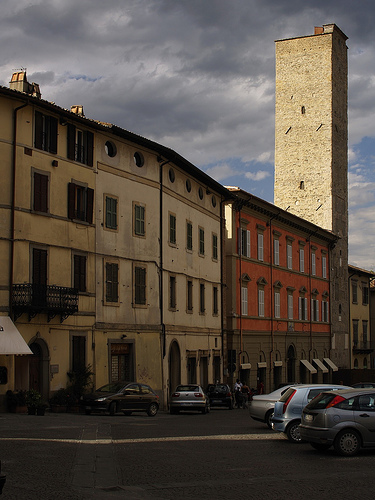
大教堂廣場的市政塔

卡斯泰洛城（義大利語：Città di Castello，意为“城堡镇”）是意大利佩鲁贾省城市，位于翁布里亚大区北部，亚平宁山脉的山坡，台伯河的冲积平原。位于佩鲁贾以北46公里，通过阿雷佐连接到A1高速公路。

## 主要景点
该市主要是用砖建造，因为当地的砂岩侵蚀十分迅速。它的主要古迹包括中世纪市政宫和细高的市政塔楼；市立美术馆（Pinacoteca Comunale），主要收藏文艺复兴作品。 
主教座堂经过多次重建，现在主要是十八世纪，有一个祭坛饰罩（paliotto）可追溯至12世纪，一个牧杖可追溯至15世纪。

## 友好城市
- 法國 茹埃莱图尔
- 羅馬尼亞 锡吉什瓦拉